# نظرية القانون
علم القانون والحاجة اليه وخصائصه والتمييز بينه وبين القانون الطبيعي ومدى سلطان الافراد ازاء القاعدة القانونية والتفرقة بين القواعد الآمرة والقواعد المكملة، ومصادر القواعد القانونية وبيان المصادر الرسمية المنشئة للقاعدة القانونية ومعرفة المصادر المباشرة منها، ثم المصادر التفسيرية وهي القضاء والفقه والعادة أو الممارسة العملية.